# Jellisonia guerrerensis
Jellisonia guerrerensis är en loppart som beskrevs av Morales 1990. Jellisonia guerrerensis ingår i släktet Jellisonia och familjen fågelloppor. Inga underarter finns listade i Catalogue of Life.